# La Prisonnière (film, 1968)
Pour les articles homonymes, voir La Prisonnière.
Pour plus de détails, voir Fiche technique et Distribution.
La Prisonnière est un film franco-italien réalisé par Henri-Georges Clouzot sorti en 1968. C'est son dernier film.

## Résumé
Gilbert Moreau, artiste d'avant-garde, travaille pour la galerie d'art que dirige Stanislas Hassler et vit avec la charmante Josée. Un concours de circonstances amène, un soir, Josée chez Stanislas, qui lui projette diverses photos dont un nu érotique qui choque et bouleverse la jeune femme. Elle tombe sous l'emprise de cette vision, demande à voir une séance de pose et bientôt sollicite Stanislas pour que ce dernier la choisisse comme modèle. Gilbert a quelques soupçons. Néanmoins, il voyage tandis que Stanislas et Josée partent en Bretagne. La brusque rupture du photographe désespère Josée qui avoue tout à Gilbert. Horrifié, celui-ci veut tuer Stanislas.

## Fiche technique
- Réalisation : Henri-Georges Clouzot
- Scénario, adaptation et dialogues : Henri-Georges Clouzot, Monique Lange, Marcel Moussy
- Assistants réalisateur : Serge Witta, Robert Ménégoz
- Photographie : Andréas Winding
- Opérateurs : André Dumaître, Yves Rodallec
- Son : Jean-Louis Ducarme
- Décors : Jacques Saulnier, assisté de Georges Glon, J.J Caziot et Pierre Tyberghein
- Montage : Noëlle Balenci
- Musique : Gilbert Amy, Anton Webern, Gustav Mahler, Iannis Xenakis
- Scriptes : Claude Véria, Marie-Thérèse Cabon
- Chef de production : Robert Dorfmann
- Directeur de production : Claude Hauser
- Secrétaire de production : Suzanne Clément
- Régie générale : Pierre Darcey, Paul Dufour
- Casting manager : Marguerite Capelier
- Photographe de plateau : Roger Corbeau
- Ensemblier : Robert Turlure
- Administrateurs : Paul Maigret, Jacqueline Oblin
- Sociétés de production : Les Films Corona, Fono Roma
- Sociétés de distribution : Valoria Films (France), EIA (Italie)
- Pays de production :  France -  Italie
- Langue originale : français
- Genre : Drame
- Format de production : Pellicule 35 mm - couleur procédé Eastmancolor - 1,66:1
- Durée : 106 minutes
- Dates de sortie :
  - France : 20 novembre 1968 (Visa d'exploitation no 33732)
  - Italie : 29 juillet 1969 (Festival du film de Taormine) ; 20 septembre 1969 (sortie nationale)

## Distribution
- Laurent Terzieff : Stanislas Hassler, directeur de galerie d'art
- Élisabeth Wiener : Josée, compagne de Gilbert Moreau
- Bernard Fresson : Gilbert Moreau, artiste avant-gardiste
- Dany Carrel : Maguy, le modèle de Stanislas
- Claude Piéplu : le père de Josée
- Noëlle Adam : la mère de Joseé
- Dario Moreno : Sala, le majordome et chauffeur de Stanislas
- Daniel Rivière : Maurice
- Roger Van Hool : un artiste
- Michel Etcheverry : le chirurgien
- Françoise Christophe : une invitée au vernissage
- Germaine Delbat : la gérante
- Jackie Sardou (Jackie Rollin) : la caissière
- Gilberte Géniat : la patronne de l'auberge
- Michel Piccoli : un invité au vernissage
- André Luguet : un invité au vernissage
- Charles Vanel : un invité au vernissage
- Jean Ozenne : un invité au vernissage
- Clément Thierry : un artiste
- Béatrice Altariba : une invitée au vernissage
- Joanna Shimkus : une invitée au vernissage
- Hélène Duc : une invitée au vernissage
- André Tomasi : l'installateur
- Pierre Richard : un artiste qui expose
- Jacques Ciron : un invité au vernissage
- Henri Garcin : le radio reporter au vernissage
- Jean Gold : un invité au vernissage
- Pierre Vaudier : un invité au vernissage
- Maître Floriot : lui-même
- Annie Fargue

## Autour du film
Le titre du film était initialement « Le Mal ».
Clouzot filme un grand nombre d’œuvre d'art dans La prisonnière. La galerie de Stanislas Hassler expose de l'art cinétique faisant clairement référence aux œuvres de Vasarely, Soto ou Julio Le Parc. C'est d'ailleurs Yvaral, le fils de Vasarely, et Joël Stein qui réalisent les décors cinétiques du film. L'appartement de Hassler regorge également d’œuvres, dont certaines issues de la propre collection de Clouzot, comme les masques et statuettes africaines ainsi qu'un Dubuffet.
On aperçoit plusieurs fois dans le film l'affiche de la bande dessinée Pravda la survireuse de Guy Peellaert parue en librairie la même année que le film